# صلاح قوش
الفريق أول صلاح عبد الله قوش، هو سياسي سوداني، كان يشغل منصب رئيس الأمن القومي السوداني، ومستشار الرئيس السوداني حتى أغسطس 2009. وفي عام 2012، حُكم على قوش بالسجن بعد إدانته بالتخطيط لانقلاب، لكن أُفرج عنه لاحقاً بموجب عفو رئاسي. وفي فبراير 2018، عينه الرئيس السوداني عمر البشير مديراً للمخابرات مرة أخرى.

## النشأة والحياة المبكرة
ينتمي صلاح قوش إلى قبيلة الشايقية التي تقطن شمال السودان. يتحدر قوش من قرية صغيرة ضمن قرى منطقة نوري تسمى البلل، وأهلها مثل معظم سكان المنطقة، من المزارعين الذين يعتمدون أساسا على زراعة النخيل وأشجار الفواكه. ونظرا لضيق الشريط الزراعي الذي يوجد على ضفتي النيل وشظف العيش، فإن غالبية سكان تلك المناطق نزحوا إلى مدن السودان المختلفة. ومن بين هؤلاء أسرة صلاح عبد الله قوش التي نزحت إلى مدينة بورتسودان، وهو الميناء الرئيسي للبلاد على البحر الأحمر.

## إرتكاب جرائم حرب في درافور
يقول الصحافي الأميركي مارك قولدبيرج الذي يكتب في «نيويورك تايمز» والمتخصص في الشؤون الأفريقية: «يوجد اسم قوش ضمن لائحة قدمت إلى مجلس الأمن تضم 17 شخصا يعتبرون من أهم الشخصيات المتهمة بارتكاب جرائم حرب في إقليم دارفور ويعرقلون السلام في الإقليم». ويقول أيضا إنه «مسؤول عن اعتقالات تعسفية والتضييق والتعذيب وإنكار حق المعتقلين في محاكمات عادلة». ويصف قولدبيرج قوش بأنه «عقل الحكومة السودانية». وفي عام 2005 أجرت إحدى وكالات الأنباء الغربية حديثا نادرا مع صلاح قوش حيث أقر لأول مرة بأن الحكومة تسلح ميليشيات الجنجويد في دارفور، مشيرا إلى أنهم لن يرتكبوا الخطأ نفسه في شرق السودان. وأقر في تلك المقابلة أن هناك انتهاكات لحقوق الإنسان حدثت في دارفور وأن الذين ارتكبوا تلك الانتهاكات سيقدمون إلى المحاكمة.

## العلاقة مع سي آي ايه
وعلاقة قوش مع «سي.آي.إيه» تحدث عنها الأميركيون كما تحدث عنه السودانيون، عندما كشف مصطفى عثمان إسماعيل، وكان يومئذٍ وزيرا للخارجية، النقاب عن هذا التعاون، وقال إن «التعاون في هذا الصدد (الحرب ضد الإرهاب) بات سياسة عالمية، ونحن نقوم بذلك في إطار واجبنا كعضو في المجتمع الدولي وما يمليه الواجب من ضرورة التصدي لهذه الظاهرة». وأكد أن هناك تعاونا استخباراتيا بين واشنطن والخرطوم. هذا التعاون سيؤدي إلى فتح «مكتب اتصال» خارج السفارة السودانية في واشنطن، للتنسيق بين جهاز المخابرات السوداني ووكالة المخابرات المركزية الأميركية (سي.آي.إيه). وهو التعاون الذي جعل الوكالة تعترض بشدة على إدراج اسم قوش ضمن المتهمين بارتكاب «جرائم حرب» في دارفور بسبب تعاونه الأمني مع الأميركيين. وتعرضت «سي.آي.إيه» نتيجة تعاونها مع قوش إلى حملة إعلامية ضارية في الولايات المتحدة، إلى الحد الذي جعل بورتر غوس مدير «سي.آي.إيه» يتراجع عن عقد اجتماع مع قوش حين زار واشنطن. وكان يدرك الأميركيون أهمية قوش بالنسبة لهم، وفي هذا الصدد يقول جون برنبيرغ المستشار السابق في البيت الأبيض خلال فترة حكم الرئيس الأسبق بيل كلينتون «كنا نعرف أن قوش هو المرافق اللصيق لأسامة بن لادن خلال وجوده في الخرطوم من 1990 إلى 1996، وهو الذي ساعده على إنشاء مشاريعه التجارية والمالية».

## رئاسة المخابرات 2018
في 11 فبراير 2018، عين الرئيس السوداني عمر البشير، صلاح قوش مديراً لجهاز المخابرات والأمن الوطني، خلفاً لمحمد عطا.

### الإقالة
أعلن المجلس العسكري الانتقالي في السودان السبت الموافق 14 أبريل 2019 أن رئيس جهاز الأمن والمخابرات الوطني صلاح عبد الله محمد صالح المعروف باسم صلاح قوش استقال من منصبه.
وقال المجلس في البيان «صادق الفريق أول ركن عبد الفتاح البرهان عبد الرحمن رئيس المجلس العسكري الانتقالي على الاستقالة التي تقدم بها الفريق أول مهندس صلاح عبد الله محمد قوش من منصبه كرئيس لجهاز الأمن والمخابرات الوطني»، مساء الجمعة الموافق 13 أبريل 2019.